# Haggai Fershtman

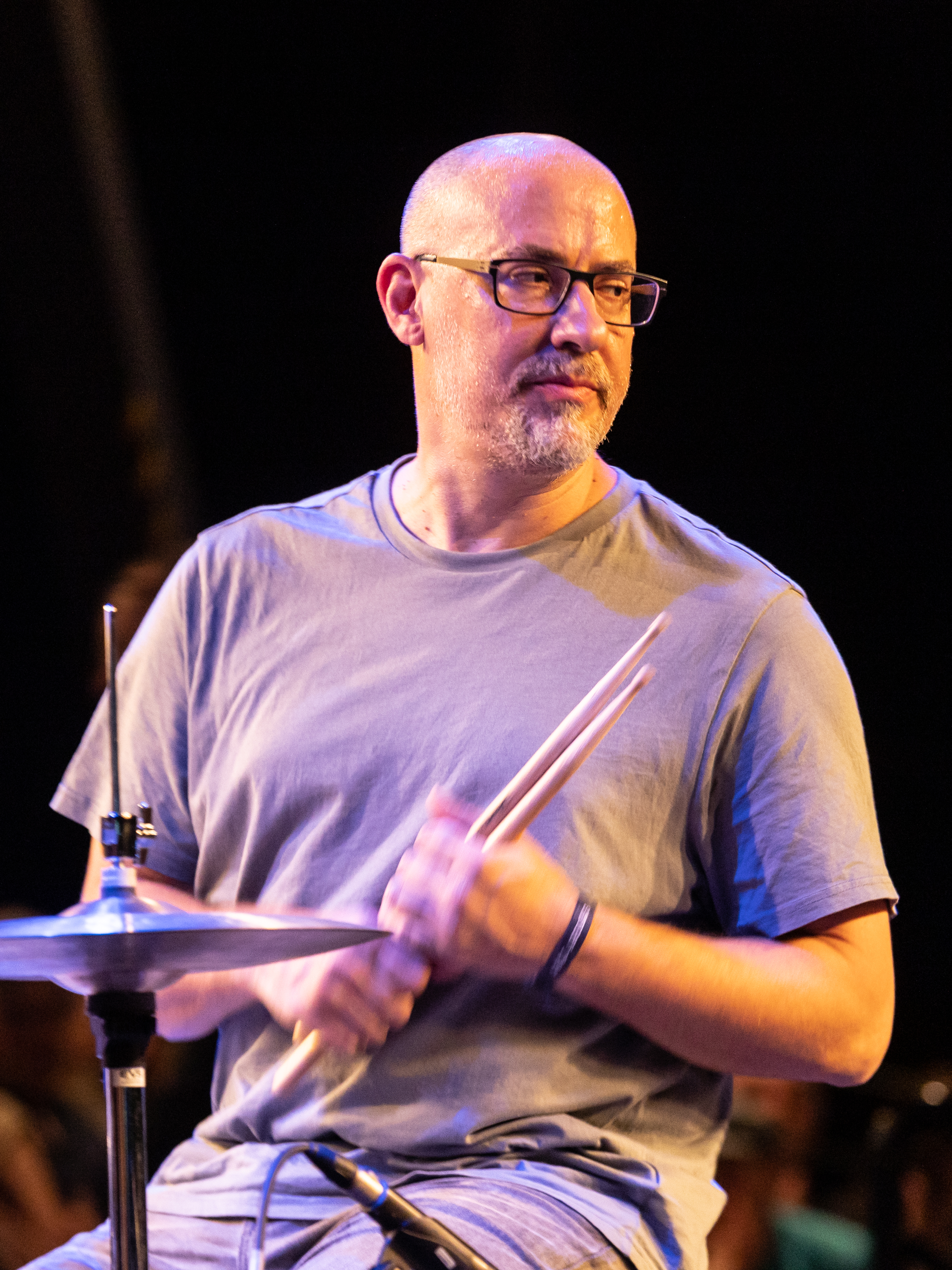
Haggai Fershtman auf dem Moers Festival 2022

Haggai Fershtman (* 1972 in Israel) ist ein israelischer Jazz- und  Improvisationsmusiker (Schlagzeug), der auch im Bereich der Rockmusik tätig ist.

## Leben und Wirken
Fershtman, der 1987 Schlagzeugunterricht bei David Rich nahm, machte 1990 seinen Abschluss an der Thelma Yalin School for Fine Arts. Zwischen 1997 und 2000 lernte er westafrikanische Trommeln bei Issac Nahum und Mamady Keïta. 2002 erwarb Haggai einen BA in Philosophie und Musikwissenschaft an der Universität Tel Aviv. Zwischen 2002 und 2005 setzte er sein Philosophiestudium am Cohn Institute for the History and Philosophy of Science and Ideas der Universität Tel Aviv fort.
Fershtman begleitete zwischen 1997 und 2004 die Livnat Brothers, die jüdisch-hebräische Melodien mit Jazz verbinden. Er ist seit 2000 mit Harold Rubin, Jean Claude Jones, The Midnight Peacocks, Sharon Kantor Elliot, Ariel Shibolet (Happyness for the Things Unseen), Albert Beger (Listening), The Family Butchers, Ex Lion Tamer und Katamine (Forest of Bobo) auf Tournee gegangen. Er arbeitete ferner mit Joëlle Léandre (Live in Israel). Mit Eyal-Talmudi gründete er die Gruppe Mãlox (One Day 2007, Polka for Punks 2012).
Ab 2008 gehörte Fershtman zur Rockband Monotonix, mit der die Alben Where Were You When It Happened? und Not Yet entstanden; dann war er Mitglied der Popband Cut Out Club. Mit Igor Krutogolov und Assif Tsahar bildete er ein Trio und veröffentlichte die Alben Hot Exhaust (2010) und Cold Exhaust (2020). Gemeinsam mit der Harfenistin Adaya Godlevsky spielte er 2020 für Chant Records das frei improvisierte Album Sonia ein, das seiner verstorbenen Lebenspartnerin, der Übersetzerin Sonia Barchilon, gewidmet ist. Mit Godlevsky trat er 2022 beim Moers Festival auf.
Zwischen 2003 und 2005 unterrichtete Fershtman Schlagzeug an Schulen im Kibbuz Ga'ash und in Ramat Gan.